# Leptotarsus (Macromastix) spinastylus
Leptotarsus (Macromastix) spinastylus is een tweevleugelige uit de familie langpootmuggen (Tipulidae). De soort komt voor in het Australaziatisch gebied.